# فيشنيفيتس
فيشنيفيتس (Вишнівець) هي مدينة في مقاطعة تيرنوبيلسكا في أوكرانيا.
يبلغ عدد سكانها حوالي 3353 نسمة.